# Otrić-Seoci
Otrić-Seoci is een plaats in de gemeente Pojezerje in de Kroatische provincie Dubrovnik-Neretva. De plaats telt 841 inwoners (2001).